# دار أوبرا أوسلو
دار أوبرا أوسلو (بالنرويجية: Operahuset) هي المقر الرئيسي للأوبرا النرويجية والمسرح الوطني للأوبرا في النرويج. يقع المبنى في حي Bjørvika في وسط أوسلو، على رأس Oslofjord. يتم تشغيله من قبل Statsbygg، الوكالة الحكومية التي تدير الممتلكات للحكومة النرويجية. يحتوي المبنى على 1100 غرفة في مساحة إجمالية تبلغ 49000 متر مربع (530,000 قدم مربع). تتسع القاعة الرئيسية لـ 1364 ومساحة أداء أخرى يمكن أن تتسع لـ 200 و 400. أما المسرح الرئيسي فهو بعرض 16 مترًا (52 قدمًا) وعمق 40 مترًا (130 قدمًا). الأسطح الخارجية المائلة للمبنى مغطاة بالرخام من كارارا، إيطاليا والجرانيت الأبيض وتجعله يبدو وكأنه يرتفع من الماء. وهو أكبر مبنى ثقافي تم بناؤه في النرويج منذ اكتمال Nidarosdomen حوالي عام 1300.

## وصلات خارجية
- الموقع الرسمي